# دورنیه دو جی
دورنیه دو جی (به انگلیسی: Dornier_Do_J) یک هواگرد از نوع قایق پرنده ساخت شرکت دورنیه فلوکتسایک‌ورک در آلمان است. هواگرد دورنیه دو جی نخستین پروازش را در ۶ نوامبر ۱۹۲۲ میلادی انجام داد. این هواگرد در سال ۱۹۲۳ میلادی رسماً معرفی گردید. در مجموع، تعداد بیش از ۲۵۰ فروند از این هواگرد ساخته شده‌است.